# Cyathea choricarpa
Cyathea choricarpa är en ormbunkeart som först beskrevs av William Ralph Maxon, och fick sitt nu gällande namn av Karel Domin. Cyathea choricarpa ingår i släktet Cyathea och familjen Cyatheaceae. Inga underarter finns listade.